# Elaeagnus heterophylla
Elaeagnus heterophylla är en havtornsväxtart som beskrevs av Ding Fang och D.R. Liang. Elaeagnus heterophylla ingår i släktet silverbuskar, och familjen havtornsväxter. Inga underarter finns listade i Catalogue of Life.